# Hermannia leucantha
Hermannia leucantha är en malvaväxtart som beskrevs av Schlechter. Hermannia leucantha ingår i släktet Hermannia och familjen malvaväxter. Inga underarter finns listade i Catalogue of Life.